# Chahar Asyab, Kabul
Chahar Asyab är ett distrikt i Afghanistan. Det ligger i provinsen Kabul, i den nordöstra delen av landet, 18 kilometer sydväst om huvudstaden Kabul. Administrativ huvudort är Qaleh-ye Naim.
Distriktet beräknades år 2022 ha cirka 43 000 invånare.